# Niederdürenbach
Niederdürenbach là một đô thị thuộc huyện Ahrweiler, bang Rheinland-Pfalz, phía tây nước Đức. Đô thị Niederdürenbach có diện tích 6,82 km², dân số thời điểm ngày 31 tháng 12 năm 2006 là 1015 người.